# Moratuwa Division
Moratuwa Division är en division i Sri Lanka.   Den ligger i distriktet Colombo District och provinsen Västprovinsen, i den sydvästra delen av landet, 19 km söder om huvudstaden Colombo. Antalet invånare är 167 160. Moratuwa Division ligger vid sjön Bolgoda Lake.